# Ardenneki offenzíva
Az ardenneki offenzíva (fedőneve: Wacht am Rhein, majd Herbstnebel, angol nyelvterületen: Battle of the Bulge) volt a Harmadik Birodalom utolsó ellentámadása a nyugati fronton, amely a Wehrmacht oldalára lett volna hivatott billenteni az erőviszonyokat. Az ütközet Belgium, Luxemburg és Németország területén zajlott. Az offenzíva 1944. december 16-án indult; a német csapatok 25–30 kilométer mélyen betörtek az amerikaiak vonalai mögé. Végül az utánpótlási nehézségek és a légitámadások miatt a német hadsereg visszavonulásra kényszerült. Az offenzíva legismertebb filmes feldolgozása, részben a valós események alapján, 1965-ben készült el A halál ötven órája (Battle of the Bulge) címmel. Az Arlingtoni Nemzeti Temetőben emlékmű tiszteleg a német előrenyomulást megállító amerikai katonák előtt.

## Előzmények
A hadművelet közvetlen előzménye a szövetségesek normandiai partraszállása. A nyár folyamán az inváziós erőknek sikerült kitörniük a Cotentin-félszigetről, Caen városánál. Ezután a jelentős fölényben harcoló angolszász erők bekerítették a 7. német hadsereget a falaise-i katlanban. Ezt követően gyorsan haladtak előre, felszabadították Párizst, és továbbvonultak Németország határai felé. A német csapatok Metznél védekezésre rendezkedtek be, itt nehezen bevehető betonpanelekből összeállított nehézlövegekkel ellátott erődöket hoztak létre. Ám a szövetségesek nagy véráldozatok árán bevették Metzet. Ezt követően a német csapatok egészen Belgiumig visszavonultak, de a szövetséges utánpótlás megnehezítéséért a kikötővárosokat a végsőkig tartották (például Calais-t).
Ez a gyors visszavonulás Dwight D. Eisenhowert, a franciaországi hadsereg főparancsnokát bizakodással töltötte el a háború gyors, még karácsony előtti befejezése tekintetében. Miután a német csapatok az Ardennekig hátráltak, mindkét fél az utánpótlási nehézségek kiküszöbölésével foglalkozott. A szövetségesek használhatóvá tették Antwerpen kikötőjét, Hitler pedig ezt látva mindenáron egy téli támadást követelt meg tábornokaitól. A cél Antwerpen visszaszerzése, a szövetséges erők egymástól való elválasztása lett volna.

## A két haderő helyzete
Amerikai haderő helyzete:
December 16-án Omar Bradley amerikai tábornok hadseregcsoportja 26 hadosztállyal 200 kilométeres arcvonalon állt. Az Ardennektől délre, a Saar-vidékkel szemben 70 kilométeres szakaszon 10 hadosztálya volt. Az Ardennektől északra, Geilenkirchen és Monschau között 45 kilométeres szakaszon 16 hadosztálya volt. E két arcvonal csomópontján indította a támadást a német hadsereg.
Német haderő helyzete:
A tervezett német támadás operatív parancsnoka, Walter Model tábornagy volt. A németek tisztában voltak azzal, hogy ez a hadművelet az utak, az időjárás és az üzemanyag csatája lesz. A támadás fő célja Antwerpen volt, bár az OKW már a Meuse folyó elérésével is megelégedett volna.

## A német haditerv
Északon Josef Dietrich SS-vezérezredes 6. SS páncélos hadseregének feladata az volt, hogy elfoglalja Monschau és Budgenbach helységeket, és megnyissa északnyugat irányban a Eupen Verviers felé vezető utakat, ahol három gyalogos hadosztálynak kellett elfoglalnia az 1. SS páncélos hadtest északi szárnyán. Ezzel egyidejűleg két páncélos hadosztály (1. SS és 12. SS) áttört a budgenbauchi résen Malmedy és Stavelot felé. Stavelot-tól nyugatra, Otto Skorzeny SS-alezredes amerikai egyenruhába öltöztetett, és az ellenség háta mögött ledobott ejtőernyősei elfoglalták a Meuse hídjait. Időközben a 2. SS páncéloshadtest tartalékban állt a hadművelet kiaknázásához, és hogy elhárítson minden északról jövő amerikai ellentámadást.
Középen Hasso von Manteuffel páncélos tábornok 5. páncélos hadseregének fő célja St. Vith és Bastogne stratégiai szempontból jelentős városok voltak, amik jelentős csomópontok és utánpótlási bázisok voltak. St. Vithtől keletre az amerikaiak beásták magukat a Siegfried-vonal egyik szakaszán, a Schnee-Eifel mentén. Ezt a gerincet két gyalogos hadosztálynak kellett bekerítenie, amelyek aztán St. Vith irányába törnek előre. A Schnee-Eifeltől délre az erők Luxemburg és Németország határán folyó Our mentén álltak. Itt gyalogosokból és műszakiakból alakított különleges rohamosztagosok, páncélosok fedezete mellett elfoglalták azokat az átkelőhelyeket, amelyeken Manteuffel három páncélos hadosztálya áthaladhatott. A páncélosok a második napon vették át a vezetést, és nyugatra törtek Houffalize és Bastogne, majd a Meuse folyó Namur és Dinant közötti szakasza felé. Délen Brandenberg gyalogsági tábornok négy gyalogos hadosztálya rohammal átkelt a Vianden és Echternacht között az Our folyón, és szilárd szárnyvédelmet létesített Luxembourgtól és Arlontól nyugatra.

## A hadműveletek

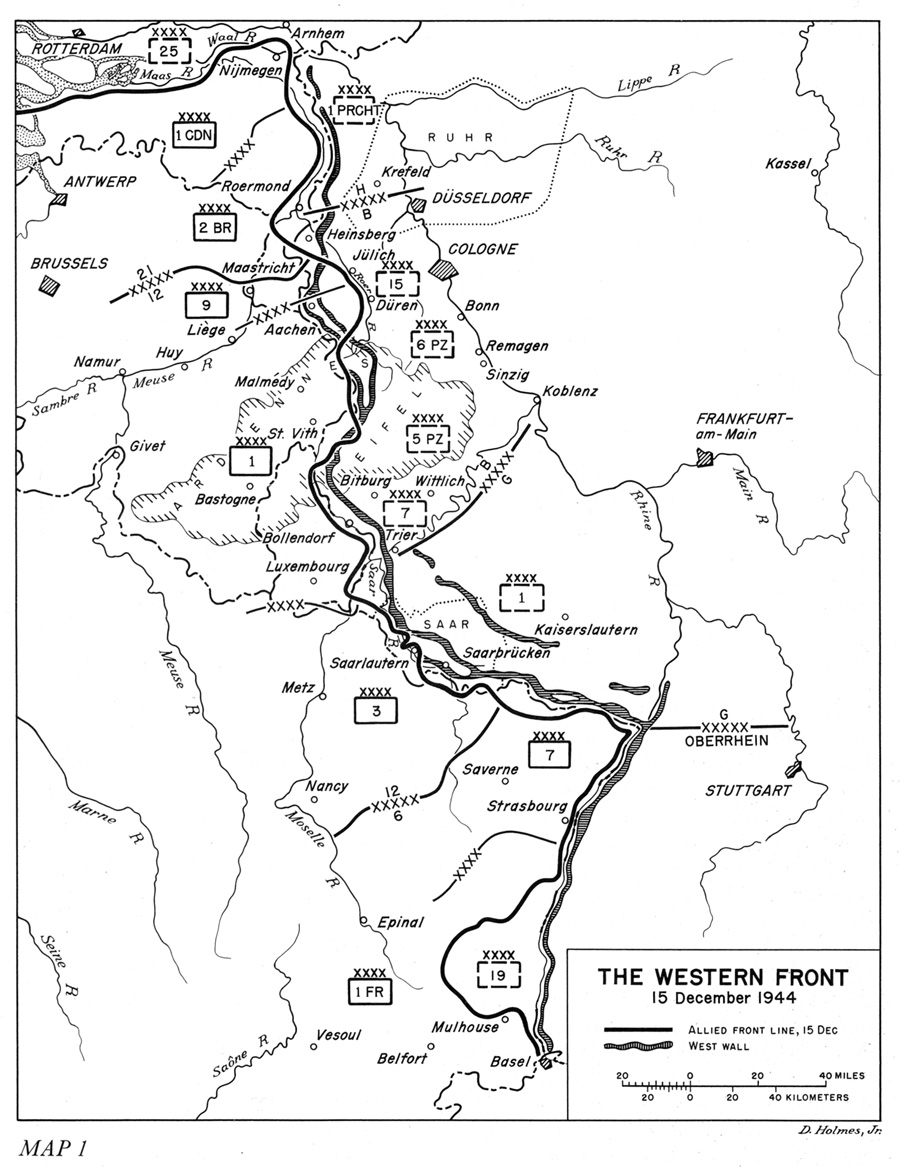
A nyugati front 1944. december 15-én

Az ardenneki offenzíva december 16-án 5:30-kor kezdődött. 2000 ágyú nyitott tüzet az amerikai állásokra. Az ágyúzásnak nem tulajdonítottak különösebb jelentőséget a szövetségesek, mivel egy kisebb ellentámadásnak vélték. A tüzérségi tűzön kívül V-1-es szárnyas rakétákkal is lőtték az állásokat. A 28. amerikai hadosztályt 5 német hadosztály támadta meg és söpörte el. Eközben Manteuffel páncélosai folytatták az előrenyomulást. Schnee Eifel hegyei között a 106. amerikai hadosztály kitartott, de bekerítették őket. Manteuffel előtt így nyitva állt az út St. Vith felé.
A déli szárnyon a 4. amerikai hadosztály nem engedett teret. A 6. SS-páncéloshadsereg jobbszárnya a Roer gátjait elfoglalni készülő szövetséges csapatokkal kerültek harcérintkezésbe, és 25 kilométer mélyen behatoltak Belgiumba. Az 1. amerikai hadsereg parancsnoka, Hodges altábornagy nem volt tisztában a támadás mértékével. A németek már 24 órája elkezdték a hadműveletet, de az amerikaiak csak akkor kezdték bevetni a tartalékokat. Peiper SS-alezredes már csak 10 kilométerre volt az 1. amerikai hadsereg főhadiszállásától. A németeknek létfontosságú volt az amerikaiak által felhalmozott 11 millió liter üzemanyag megszerzése. Eisenhower jóváhagyta, hogy 2 páncélos hadosztályt küldjenek az 1. amerikai hadsereg megsegítésére. A 2. és a 99. amerikai hadosztály még 17-én reggel is kitartott, amikor egy ejtőernyős zászlóaljat dobtak le a hátukban. R. W. Hasbrouck eközben szilárdan tartotta St. Vith-et. Az 1. SS-hadosztály csupán egy 25 kilométer hosszú és 5 kilométer széles keskeny hídfőben manőverezett. Von Lüttwiz megkezdte a Middlenton által védelmezett Bastogne ostromát, miután nem sikerült rohamból bevennie. Lüttwiz gyalogságával bekerítette Bastogne-t, páncélosaival pedig a Meuse folyó felé vonult. A németek páncélos erői elérték a stratégiailag fontos folyót. A szövetségesek körében nagy zavart keltettek Skorzeny kommandósainak szabotázsakciói. Bradley utasította Pattont, hogy avatkozzon be az ardenneki fronton. Eközben a szövetségesek értekezletet tartottak Verdunben, és arra jutottak, hogy meg kell állítani a német támadást és ellentámadást kell indítani Bastogne irányába. A 101. légi szállítású hadosztály hősiesen védte Bastogne-t. A helyzet megoldásának érdekében Bernard Montgomery átvette a parancsnokságot. Az 1. amerikai hadsereg északi részei visszavonultak az arcvonal rövidítésének érdekében. St. Vith felmentésének érdekében Montgomery meggondolta magát, és az arcvonal rövidítését előrenyomulással próbálta megoldani. Peipert bekerítették, de egy megújuló támadás miatt, ami az őt bekerítő Ridgway-t érte, újra csatlakozott a német erőkhöz. St. Vith nem kapott felmentést, így elesett. A brit csapatok szilárdan tartották magukat a Meuse mentén. A Panzer Lehr és a 2. páncélos hadosztály csak három nap alatt tudta átverekedni magát Bastogne-on. Miután Manteuffel visszavonta a 2. páncélos hadosztályt, az amerikaiak fellélegezhettek. December 21-én a német csapatok végleg bekerítették Bastogne-t. Az amerikai parancsnok, McAuliffe a végsőkig akarta tartani Bastogne-t és amikor von Lüttwiz felszólította a megadásra, a válaszul visszaküldött cetlin csak ennyi állt: Nuts! (Marhaság!)
Patton öt kilométerre megközelítette az ostromlott várost, de egy ellentámadás visszaverte. A németek még egyszer megkísérelték elfoglalni a várost páncélgránátos egységeikkel, de Patton felszabadította Bastogne-t. Joseph Lawton Collins tábornok közben a Meuse-t elérő németeket verte meg. Karácsonyra az idő kitisztult és a szövetségesek kihasználhatták a légi fölényüket. Az amerikai és brit légierő négy nap alatt 15 000 bevetést hajtott végre. A bastogne-i vereség, a rochefort-i katasztrófa,  és az utánpótlási vonalak megsemmisülése már előrevetítette az offenzíva kudarcát. Hitler viszont ragaszkodott ahhoz, hogy el kell érni a Meuse folyót. A német csapatok újabb támadást indítottak. Mire Peiper egysége elérhette volna a Meuse-t Montgomery újraszervezte erőit, Patton pedig ellentámadást indított délen. Ekkor már minden német tábornok tudta, hogy az offenzíva kudarcba fulladt és leállították a támadást.

## Következmények

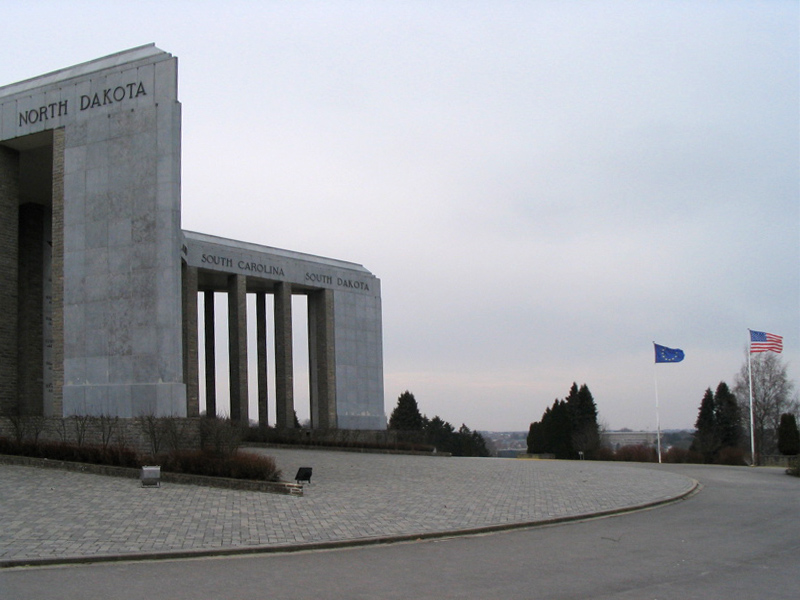
Mardasson Memorial Bastogne

A német hadsereg az ardenneki offenzíva segítségével csak időt nyert. Ahelyett, hogy a jól védhető Ardennekben védekezett volna, ellentámadást indított és felőrölte a megmaradt erejét. Ha ezeket az erőket a Vörös Hadsereg ellen veti be, akkor is legfeljebb csak időt nyerhetett volna. Az offenzíva után a szövetségeseket megállította a Rajna. A Vörös Hadsereg a háború utáni érdekszféra érdekében pedig felszabadította a Balkánt. USA, Nagy Britannia, Franciaország és a Szovjetunió már a háború utáni jövőről tárgyalt. Az Amerikai Egyesült Államok átengedte Berlint a szovjeteknek. Az offenzíva véget ért, de a háború még fél évig tombolt Európában, a világ más részein pedig 1945 szeptemberéig.